# The Midnight Bride
The Midnight Bride è un film muto del 1920 diretto da William J. Humphrey e interpretato da Gladys Leslie, qui al suo ultimo film girato per la Vitagraph.
La sceneggiatura si basa su The Marriage of Little Jeanne Sterling, racconto di Charles Stokes Wayne (pseudonimo di Horace Hazeltine) pubblicato in Snappy Stories nel novembre 1918.

## Produzione
Il film fu prodotto dalla Vitagraph Company of America con il titolo di lavorazione The Marriage of Little Jeanne Sterling.

## Distribuzione
Il copyright del film, richiesto dalla Vitagraph, fu registrato il 31 dicembre 1919 con il numero LP14598.
Distribuito dalla Vitagraph Company of America e presentato da Albert E. Smith, il film uscì nelle sale cinematografiche statunitensi nel giugno 1920.
Non si conoscono copie ancora esistenti della pellicola che viene considerata presumibilmente perduta.